# Paris-Nice 1961
Paris-Nice 1961 est la 19e édition de la course cycliste Paris-Nice. La course a lieu entre le 10 et le 16 mars 1961. La victoire revient au coureur français Jacques Anquetil, de l'équipe Fynsec-Helyett, devant Joseph Groussard (Alcyon Leroux) et Joseph Planckaert (Wiel's-Flandria).

## Participants
Dans cette édition de Paris-Nice, 96 coureurs participent divisés en 12 équipes : Faema, Philco, Mercier-BP, Fynsec-Helyett, Dr. Mann, Saint Raphael, Ignis, Alcyon-Leroux, Wiel's-Flandria, Liberia-Grammont, Peugeot-BP et Margnat-Roche.

## Étapes
| Étapes                | Date    | Villes étapes                       | Km     | Vainqueur d'étape | Leader du classement général |
| --------------------- | ------- | ----------------------------------- | ------ | ----------------- | ---------------------------- |
| 1re étape             | 10 mars | Paris-Avallon                       | 217 km | Armand Desmet     | Armand Desmet                |
| 2e étape              | 11 mars | Avallon-Montceau-les-Mines          |        | André Darrigade   | Armand Desmet                |
| 3e étape              | 12 mars | Circuit de l'étang du Plessis (clm) | 23 km  | Saint Raphael     | Tom Simpson                  |
| 4e étape              | 13 mars | Montceau-les-Mines-Saint-Étienne    | 193 km | Joseph Groussard  | Tom Simpson                  |
| 5e étape              | 14 mars | Saint-Étienne-Avignon               | 218 km | Jean Anastasi     | Tom Simpson                  |
| 6e étape, 1er secteur | 15 mars | Beaucaire-Vergèze (clm)             | 68 km  | Jacques Anquetil  | Jacques Anquetil             |
| 6e étape, 2e secteur  | 15 mars | Candiac-Manosque                    | 160 km | Rik Van Looy      | Jacques Anquetil             |
| 7e étape              | 16 mars | Manosque-Nice                       | 225 km | Rik Van Looy      | Jacques Anquetil             |

## Résultats des étapes

### 1reétape
10-03-1961. Paris-Avallon, 217 km.
|   | Cycliste             | Équipe        | Temps           |
| - | -------------------- | ------------- | --------------- |
| 1 | Armand Desmet        | Faema         | 5 h 43 min 51 s |
| 2 | Joseph Groussard     | Alcyon-Leroux | + 1 s           |
| 3 | Jean-Claude Lefebvre | Alcyon-Leroux | m.t.            |

### 2eétape
11-03-1961. Avallon-Montceau-les-Mines
|   | Cycliste         | Équipe        | Temps           |
| - | ---------------- | ------------- | --------------- |
| 1 | André Darrigade  | Alcyon-Leroux | 4 h 34 min 06 s |
| 2 | Rik Van Looy     | Faema         | m.t.            |
| 3 | Lode Troonbeeckx | Dr Mann       | m.t.            |

### 3eétape
12-03-1961. Circuit de l'étang du Plessis, 23 km (clm)
|   | Équipe         | Temps       |
| - | -------------- | ----------- |
| 1 | Saint Raphael  | 28 min 47 s |
| 2 | Faema          | + 4 s       |
| 3 | Fynsec-Helyett | + 16 s      |

### 4eétape
13-03-1961. Montceau-les-Mines-Saint-Étienne, 193 km.
|   | Cycliste         | Équipe           | Temps           |
| - | ---------------- | ---------------- | --------------- |
| 1 | Joseph Groussard | Alcyon-Leroux    | 4 h 34 min 35 s |
| 2 | Henry Anglade    | Liberia-Grammont | + 39 s          |
| 3 | Rudi Altig       | Saint Raphael    | m.t.            |

### 5eétape
14-03-1961. Saint-Étienne-Avignon, 218 km.
|   | Cycliste       | Équipe        | Temps           |
| - | -------------- | ------------- | --------------- |
| 1 | Jean Anastasi  | Mercier-BP    | 4 h 55 min 08 s |
| 2 | Raymond Elena  | Saint Raphael | m.t.            |
| 3 | Rino Benedetti | Ignis         | + 42 s          |

### 6eétape,1ersecteur
15-03-1961. Beaucaire-Vergèze, 68 km(clm).
|   | Cycliste            | Équipe          | Temps           |
| - | ------------------- | --------------- | --------------- |
| 1 | Jacques Anquetil    | Fynsec-Helyett  | 1 h 00 min 20 s |
| 2 | Albertus Geldermans | Saint Raphael   | + 1 min 12 s    |
| 3 | Joseph Planckaert   | Wiel's-Flandria | + 1 min 48 s    |

### 6eétape,2esecteur
15-03-1961. Candiac-Manosque, 160 km.
|   | Cycliste       | Équipe        | Temps           |
| - | -------------- | ------------- | --------------- |
| 1 | Rik Van Looy   | Faema         | 3 h 53 min 09 s |
| 2 | Rudi Altig     | Saint Raphael | + 6 s           |
| 3 | Silvano Ciampi | Philco        | + 9 s           |

### 7eétape
16-03-1961. Nîmes-Manosque, 183 km.
|   | Cycliste             | Équipe        | Temps           |
| - | -------------------- | ------------- | --------------- |
| 1 | Rik Van Looy         | Faema         | 6 h 47 min 25 s |
| 2 | Pino Cerami          | Peugeot-BP    | m.t.            |
| 3 | Jean-Claude Lefebvre | Alcyon-Leroux | m.t.            |

## Classements finals

### Classement général
|    | Cycliste             | Équipe          | Temps            |
| -- | -------------------- | --------------- | ---------------- |
| 1  | Jacques Anquetil     | Fynsec-Helyett  | 31 h 59 min 41 s |
| 2  | Joseph Groussard     | Alcyon-Leroux   | + 1 min 59 s     |
| 3  | Joseph Planckaert    | Wiel's-Flandria | + 2 min 00 s     |
| 4  | Jean-Claude Lefebvre | Alcyon-Leroux   | + 2 min 07 s     |
| 5  | Tom Simpson          | Saint Raphael   | + 2 min 10 s     |
| 6  | Albertus Geldermans  | Saint Raphael   | + 2 min 26 s     |
| 7  | Rik Van Looy         | Faema           | + 2 min 29 s     |
| 8  | Armand Desmet        | Faema           | + 3 min 40 s     |
| 9  | Raymond Poulidor     | Mercier-BP      | + 4 min 50 s     |
| 10 | Édouard Delberghe    | Fynsec-Helyett  | + 5 min 14 s     |